# Andrzej Jarosik
Andrzej Władysław Jarosik (Sosnowiec, então chamada Sosnowitz na anexação à Alemanha, 26 de novembro de 1944) é um ex-futebolista profissional polaco que atuava como atacante.

## Carreira
Andrzej Jarosik fez parte do elenco da Seleção Polonesa de Futebol, medalhista de ouro em Munique 1972.